# Forrières

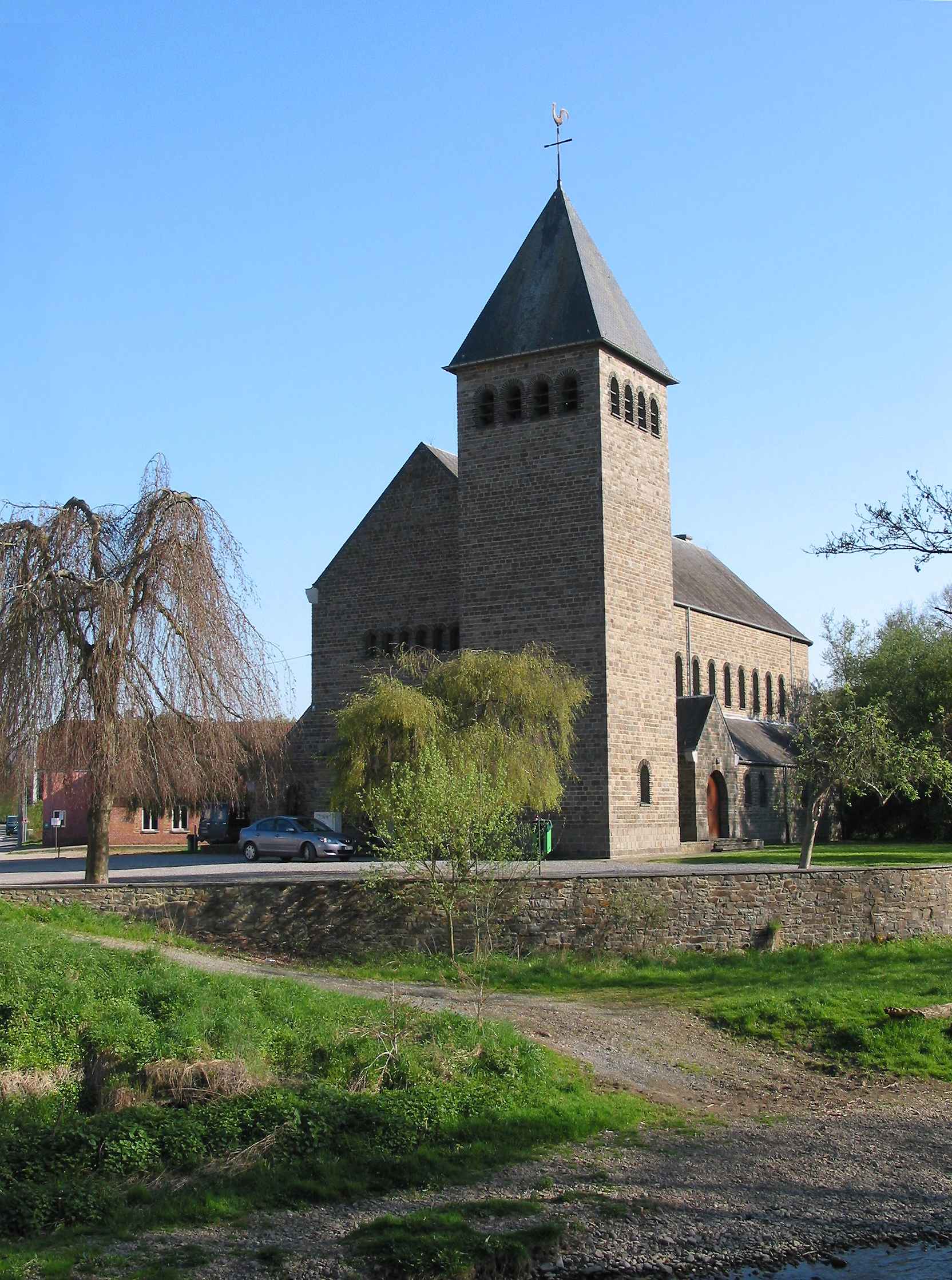
Sankt-Martin-Kirche

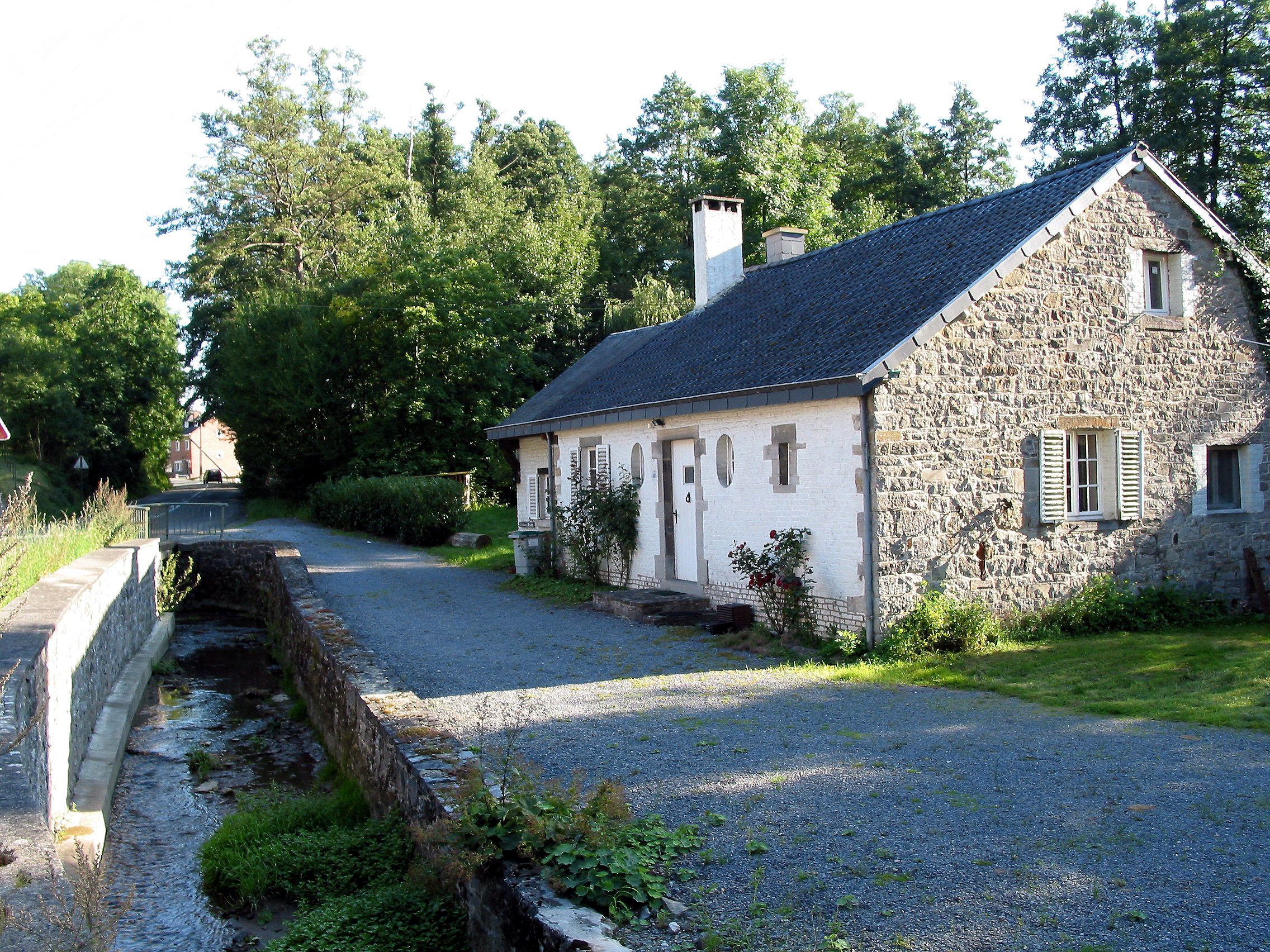
Alte Mühle

Forrières (wallonisch Forire) ist ein zur belgischen Gemeinde Nassogne gehörendes Dorf in der Provinz Luxemburg in der Wallonischen Region.
Durch den 1246 Einwohner (Stand 2006) zählenden Ort fließt der Fluss Lomme. Forrières liegt an der Bahnstrecke Namur–Luxemburg, über die die Verbindung von Brüssel über Namur nach Luxemburg besteht.

## Geschichte
Die erste urkundliche Erwähnung ist aus dem Jahr 746 überliefert. Die Besiedlungsgeschichte ist deutlich älter, so fand man in der näheren Umgebung mehrere prähistorische Grabanlagen. 1636 wütete die Pest auch in Forrières. Im Ort befindet sich die im 17. Jahrhundert entstandene Sankt-Martin-Kirche. Im Zuge einer Kommunalreform im Jahr 1977 wurde die bis dahin selbständige Gemeinde Forrières Teil der Gemeinde Nassogne.

## Persönlichkeiten
In Forrières wurde der belgische Astronom und Astrophysiker Paul Ledoux (1914–1988) geboren.